# Юніондейл (Нью-Йорк)
Юніондейл (англ. Uniondale) — переписна місцевість (CDP) в США, в окрузі Нассау штату Нью-Йорк. Населення — 32 473 особи (2020).
У містечку є професійна команда Національної хокейної ліги — Нью-Йорк Айлендерс. Айлендерс грають на Нассау-Ветеранс-Меморіал-колісіуму.

## Географія
Юніондейл розташований за координатами 40°42′7″ пн. ш. 73°35′27″ зх. д. / 40.70194° пн. ш. 73.59083° зх. д. (40.701950, -73.590905). За даними Бюро перепису населення США в 2010 році переписна місцевість мала площу 7,01 км², уся площа — суходіл. В 2017 році площа становила 14,79 км², уся площа — суходіл.

## Демографія
Згідно з переписом 2010 року, у переписній місцевості мешкало 24 759 осіб у 6084 домогосподарствах у складі 4818 родин. Густота населення становила 3532 особи/км². Було 6311 помешкання (900/км²).
Расовий склад населення:
| - 48,5 % — чорних або афроамериканців - 24,4 % — білих - 2,0 % — азіатів - 0,6 % — корінних американців - 0,1 % — вихідців з тихоокеанських островів - 20,4 % — осіб інших рас |

До двох чи більше рас належало 3,8 %. Частка іспаномовних становила 38,8 % від усіх жителів.
За віковим діапазоном населення розподілялося таким чином: 24,4 % — особи молодші 18 років, 64,1 % — особи у віці 18—64 років, 11,5 % — особи у віці 65 років та старші. Медіана віку мешканця становила 34,6 року. На 100 осіб жіночої статі у переписній місцевості припадало 93,6 чоловіків; на 100 жінок у віці від 18 років та старших — 91,7 чоловіків також старших 18 років.
Середній дохід на одне домашнє господарство становив 88 238 доларів США (медіана — 69 655), а середній дохід на одну сім'ю — 96 592 долари (медіана — 81 649). Медіана доходів становила 39 729 доларів для чоловіків та 40 486 доларів для жінок. За межею бідності перебувало 12,6 % осіб, у тому числі 14,9 % дітей у віці до 18 років та 5,3 % осіб у віці 65 років та старших.
Цивільне працевлаштоване населення становило 11 555 осіб. Основні галузі зайнятості: освіта, охорона здоров'я та соціальна допомога — 28,0 %, роздрібна торгівля — 13,3 %, науковці, спеціалісти, менеджери — 9,7 %, мистецтво, розваги та відпочинок — 8,6 %.